# Vojna v kolonijah
Vojna v kolonijah zajema spopade, ki so se dogajali med prvo svetovno vojno v nemških kolonijah. Nemčija je imela pred vojno šest kolonij: Nemško vzhodno Afriko, Nemško jugozahodno Afriko, Nemško zahodno Afriko, Tsingtao, Nemško Novo Gvinejo in Nemško Samoa. Ob izbruhu prve svetovne vojne so se te kolonije zaradi velike oddaljenosti in slabih povezav znašle odrezane od matične Nemčije, zaradi česar so postale lahek plen ostalih kolonialnih velesil kot so bila npr. Francija, Japonska in Združeno kraljestvo. Večina nemških kolonij je po kratkotrajnih bojih kapitulirala v prvih mesecih vojne, izjema je bila le Nemška vzhodna Afrika, kjer so se nemške sile upirale vse do konca prve svetovne vojne. Po vojni so kolonije prešle pod države zmagovalke.

## Predhodno dogajanje
Čeprav je imela Nemčija izredno pestro zgodovino prekooceanskega raziskovanja in trgovanja se je za kolonije začela zanimati relativno pozno. Razlog za to je bila slabo razvita mornarica in različni interesi nemških državic. Leta 1871, po združitvi Nemčije in francosko-pruski vojni, pa so se  stvari korenito spremenile. Nemčija je začela postajati evropska velesila, zaradi česar je prišla v spor z ostalimi velesilami Evrope, predvsem Francijo in Veliko Britanijo, ki sta prednjačila na področju kolonij. Kolonije so bile v tistem času pokazatelj moči države ter izvor poceni surovin ter delavne sile, zaradi česar si jih je želela tudi Nemčija. S to novo nemško kolonialno politiko pa se ni strinjal Otto von Bismarck, veliki politik in združitelj Nemčije, zaradi česar je nemško pridobivanje kolonij potekalo izredno počasi, vse do berlinske konference leta 1884. Konferenco je sprožil spor za ozemlje Konga, ki si ga je vedno bolj začela lastiti Belgija oz. njen kralj Leopold II. Glavna tema konference je bila, kako razdeliti ozemlje Afrike in njeno trgovino tako, da bo to ustrezalo vsem glavnim akterjem kolonizacije. Afrika namreč pred tem ni bila razdeljena in je bila nekakšno neraziskano, vendar sporno ozemlje. Evropske sile so imele svoje vojaške in trgovske postojanke le ob obali, notranjost Afrike pa je dolgo časa ostala neznana in nedosegljiva. Konferenca se je uspešno končala 26. februarja 1885, na njej je bilo odločeno, da Nemčija dobi Nemško vzhodno Afriko (Burundi, Ruando, Tanzanijo), Nemško jugozahodno Afriko (Namibijo), Kamerun in Togo. Preostale države (Velika Britanija, Francija, Portugalska, Belgija, Španija in Italija,) so si razdelile preostanek Afrike.
Nemčija je imela kolonije tudi v Aziji in na Pacifiku. V Aziji, točneje na Kitajskem, si je 14. novembra 1897 zaradi gospodarskih interesov na silo prisvojila majhno obmorsko vasico Tsingtao (Qingdao) ob strateško pomembnem zalivu Jiaozhou. V nekaj letih se je majhna vasica spremenila v pomembno nemško trgovsko postojanko ter mornariško bazo. Na Pacifiku si je novonastala organizacija za raziskovanje in trgovino Nove Gvineje t. i. German New Guinea Company, v imenu Nemčije ter po zgledu Velike Britanije 3. novembra leta 1884 prisvojila severovzhodni del Nove Gvineje. Na severu otoka je tako nastala nova nemška kolonija, poimenovana Nemška Nova Gvineja, ki je obsegala severovzhodni del Nove Gvineje, Bismarckov arhipelag, Novo Britanijo in Novo Irsko. Leta 1886 se je razširila še na Salomonove otoke. Kolonija je uradno pod Nemčijo prešla šele leta 1899, istega leta so bila od Španije kupljena še naslednja ozemlja: Marshallovi otoki, Karolinsko otočje, Marijansko otočje in Palau. Otoki so spadali pod upravo Nemške Nove Gvineje. Od sredine 19. stoletja so imele nemške trgovske družbe močan vpliv tudi na otoku Samoa kjer so imele plantaže. Na otoku so imele plantaže tudi Britanske in Ameriške trgovske družbe, zato je med velesilami neprestano prihajalo do sporov, ki so pripeljali celo do resnih spopadov za nadzor nad otočjem. Po letu 1899 so otočje razdelili na tri dele, ki so bili pod nadzorom Nemčije, Velike Britanije in ZDA. Kolonija Nemška Samoa je bila uradno ustanovljena 1. marca 1900 in je imela samostojno upravo.
Ob izbruhu prve svetovne vojne so se nemške kolonije zaradi velike oddaljenosti ter slabih povezav znašle odrezane od matične Nemčije. Večina kolonij se je tako ob izbruhu sovražnosti morala znajti sama.

## Spopadi v kolonijah

### Nemška vzhodna Afrika
Je bila najbolj pomembna nemška afriška kolonija. Spadala je pod urad za kolonije, obsegala pa je ozemlje današnje Tanzanije, Ruande in Burundija. Nemčija je kolonijo dobila po berlinski konferenci, leta 1884. Kolonija se je preživljala predvsem z izvozom kave, kavčuka ter bombaža. Zaradi svoje velikosti ter izredno raznolikega terena in podnebja se je kolonija med prvo svetovno vojno izkazala kot težak plen. Ob izbruhu le-te se je kolonija znašla obkrožena s sovražnimi kolonijami, Belgijskim Kongom, Britansko Rodezijo, Britansko Ugando in Britansko vzhodno Afriko ter Portugalskim Mozambikom. Edina oborožena sila v koloniji je bila kolonialna policija oz. Schutztruppe, ki je štela okoli 200 belih častnikov ter 2.500 Askarov (vojakov iz vrst domačinov). Pod poveljstvom podpolkovnika Paula von Lettow-Vorbecka se je število teh povečalo na 18.000. Poleg terena pa so imeli Nemci med vojno še eno prednost, domačini so bili Nemcem, za razliko od ostalih kolonij, naklonjeni in so jih podpirali, kar jim je omogočalo bolj učinkovito obrambo.
Zavezniki so kolonijo prvič napadli 5. avgusta 1914 ko so britanske čete napadle nemško postojanko ob jezeru Viktorija, temu pa je tri dni kasneje sledilo še bombardiranje pristaniškega mesta Dar es Salaam. Nemci so na agresijo reagirali hitro, poveljnik nemških čet Paul von Lettow-Vorbeck je zaobšel neodločnega guvernerja Schnee ter 15. avgusta napadel britanske obmejne postojanke v Britanski vzhodni Afriki. Po kratkih bojih so se Britanci umaknili, Nemcem pa se je posrečilo zasesti naselje Taveta na britanski strani Kilimandžara. Ker je Britancem primanjkovalo vojakov, se ti niso morali ustrezno braniti pred nemškimi patruljami, ki so se septembra začele vedno bolj pogosto pojavljati globoko na ozemlju Britanske vzhodne Afrike ter Ugande. Nanje so lahko Britanci odgovorili šele konec oktobra, ko so iz Indije pripeljali okoli 12.000 vojakov nove ekspedicijske armade. Ta se je razdelila v armado B s 8.000 vojaki ter armado C s 4.000 vojaki. Prva se je 2. novembra izkrcala pri mestu Tanga, ki ga je branilo 1.000 nemških vojakov, ter poizkušala zasesti strateško pomembno železnico Usambara, ki je povezovala mesto z jezerom Viktorija. Napad se je spremenil v katastrofo in Britanci so se v popolnem neredu morali umakniti. Za seboj so pustili mnogo orožja ter vojaške opreme, ki jo je nato vse do konca vojne uporabljala nemška stran. Druga armada je napadla naselje Longido pod Kilimandžarom, vendar je naletela na močen nemški odpor, zaradi česar se je njihovo napredovanje ustavilo. Okoli poldneva so Nemci tam iz zasede napadli oskrbovalno kolono, ki se je ob napadu razbežala. Britanci so tako ostali brez dodatnih vojakov, vode in streliva, zaradi česar so se morali umakniti nazaj v Britansko vzhodno Afriko. Napada sta se v zgodovino zapisala kot največja poloma v zgodovini britanske vojske. 
Vojna pa ni potekala le na kopnem. Nemško kolonijo sta na zahodu obdajali dve veliki jezeri, eno je bilo Viktorijino jezero drugo pa jezero Tanganjika, ki sta bili tudi največji sladkovodni jezeri v Afriki. Na vzhodu pa je kolonija mejila na morje. Na Viktorijinem jezeru so Nemci oborožili rečni vlačilec ter s tem Britance tako prestrašili, da so tudi sami oborožili nekaj rečnih plovil. Do boja med plovili nikoli ni prišlo, Nemci so kasneje svoje plovilo sami potopili ter tako jezero prepustili Britancem, ki so ga nadzorovali vse do konca vojne. Jezero Tanganjika je drugo največje sladkovodno jezero na svetu, ob izbruhu vojne so imeli Nemci na njem tri oborožene parnike SMS Kingani, SMS Hedwig von Wissmann in SMS Graf von Goetzen. Zavezniki niso imeli odgovora na tako nemško moč, zato so pod poveljstvom poročnika Geoffrey Spicer-Simsona iz Južne Afrike po kopnem ter želenici na jezero pripeljali dva oborožena čolna. Konec decembra 1915 se je Britancem posrečilo zavzeti  SMS Kingani, 6. februarja 1916 pa so potopili še parnik  SMS Hedwig von Wissmann. Parnik  SMS Graf von Goetzen so Nemci sami potopili konec julija 1916. Dogajanje na jezeru Tanganjika med prvo svetovno vojno je navdahnilo filmske ustvarjalce, da so leta 1951 posneli film Afriška kraljica. Ob izbruhu vojne se je v Nemški vzhodni Afriki znašla nemška lahka križarka SMS Königsberg. Ker je bil križarki povratek v Nemčijo onemogočen zaradi pomorske blokade, je ta v Indijskem oceanu izvajala napade na zavezniško trgovsko ladjevje. Vendar pa pri tem ni bila najbolje uspešna, saj ji je zaradi pomanjkanja premoga uspelo potopiti le eno trgovsko ladjo. Dvajsetega septembra 1914 je v pristanišču Zanzibar napadla in potopila britansko križarko HMS Pegasus. Nemci pri tem niso imeli izgub, vendar pa pojavile resne težave z motorjem, zaradi česar se je morala križarka skriti v ustje reke Rufiji. Tam so jo kmalu odkrile britanske ladje ter jo začele obstreljevati z velike oddaljenosti, vendar križarke niso resno poškodovale. Ker nemška križarka zaradi okvare motorjev ni morala manevrirati, britanske ladje pa so imele za reko preglobok ugrez, so nad nemško križarko poslali dva monitorja. Ta sta se križarki približala šele 11. julija 1915, po kratki bitki je nemška posadka v brezizhodnem položaju sama potopila križarko. Po bitki je posadki nemške križarke uspelo rešiti vse topove, te so kasneje uporabili v boju proti britanskim četam na kopnem. Do konca leta se je nemška vojska okrepila na 1.800 nemških vojakov ter 12.000 Askarov. Večina orožja ter ostale vojaške opreme so Nemci dobili iz zaplenjenih zavezniških zalog. Dostava ostalih zalog iz matične Nemčije ni bila mogoča zaradi blokade Nemčije ter blokade same kolonije.
V začetku leta 1916 so Britanci spoznali, da se bodo morali napada na Nemško vzhodno Afriko lotiti bolj organizirano,saj so jih nemške sile, ki so bile tudi do osemkrat manjše, s svojim zmagami neprestano spravljale v zadrego pred svetovno javnostjo. Zato so za vodjo novih operacij v tej nemški koloniji imenovali generala Horace Smith-Dorriena, na žalost pa je ta na poti do bojišča zbolel, tako da je njegove naloge prevzel general Jan Smuts. Ta je za nove vojaške operacije zbral 20.000 vojakov iz Južne Afrike, Rodezije, Indije ter ostalih zavezniških kolonij (Belgijski Kongo, Portugalski Mozambik). Njegova taktika je bila preprosta, nemško kolonijo napasti istočasno iz več smeri ter z večjim številom vojakov. Napad se je posrečil, maloštevilna ter razpršena nemška kolonialna vojska ni bila kos zavezniški vojski, ki je prodirali iz smeri Britanske vzhodne Afrike, Viktorijinega jezera, belgijskega Konga ter španskega Mozambika. Večina nemških poveljnikov se je skupaj s svojimi vojaki, potem ko so se znašli v brezizhodnem položaju, do konca leta 1916 predala. Izjema je bila enota pod vodstvom Paula von Lettow-Vorbecka, ki se je neprestano izogibala glavni zavezniški vojski, sama pa napadala tam, kjer je sovražnik najmanj pričakoval, ter tako vodila nekakšno gverilsko vojno.
Spomladi leta 1917 so zavezniki sprožili novo ofenzivo z namenom, da bi razbili še zadnji nemški odpor v nezasedenem jugovzhodnem delu kolonije. Zadnja bitka za kolonijo se je odvijala sredi oktobra 1917 za mesto Mahiwa, končala se je z britansko zmago ter visokimi izgubami na obeh straneh. Novembra je spodletel tudi poizkus, da bi z cepelinom Nemcem v koloniji dostavili prepotrebno pomoč. Vendar pa s tem nemškega odpora še ni bilo konec, Paul von Lettow-Vorbeck je s svojimi četami pobegnil v Portugalski Mozambik ter nadaljeval boj. Na svojem enoletnem bojnem pohodu je večkrat napadel osamljene portugalske garnizije ter tako dobil prepotrebne zaloge. Kljub zmagam pa je naporna pot zahtevala svoj davek, saj je na poti čez Mozambik izgubil preko 1.000 mož. Avgusta 1918 se je vojska za kratek čas vrnila v Nemško vzhodno Afriko, nato pa se odpravila v britansko Rodezijo. Tam so Nemci 13. novembra, dva dni po koncu bojev v Evropi, zasedli zadnje naselje, imenovano Kasama. Dan pozneje je tam Paula von Lettow-Vorbeck dobil telegram o koncu sovražnosti ter o podpisu premirja med zavezniki in Nemčijo. Vorbeck se je s svojimi možmi odpravil do Abercorna (danes Mbala) kjer se je uradno predal 23. novembra 1918. S tem je to postala zadnja nemška vojaška enota, ki se je predala v prvi svetovni vojni.
Po vojni ter po versajski mirovni pogodbi je Nemčija izgubila kolonijo v Afriki. Ta je bila nato razdeljena med Belgijski Kongo, Portugalski Mozambik ter novonastalo britansko kolonijo Tanganjika.

### Nemška jugozahodna Afrika
Nemčija je kolonijo dobila leta 1884 po berlinski konferenci, spadala je pod urad za kolonije, obsegala pa je ozemlje današnje Namibije. Kolonija se je preživljala z izvozom zlata, platine, bakra, diamantov ter ostalih kovin in mineralov, zaradi česar je bila najbolj donosna nemška kolonija. Po svetu je postala znana predvsem zaradi upora lokalnih plemen ter genocida, ki mu je sledil. Ob izbruhu vojne je kolonija iz vseh strani postala obkrožena z zavezniškimi kolonijami. Edina oborožena sila v koloniji je bila kolonialna policija, ki je štela okoli 3.000 pripadnikov, med vojno pa jim je uspelo mobilizirati še 7.0000 priseljencev in domačinov, katerim se je pridružilo še med 500 in 600 Burov. Čeprav je bila kolonija praktično obkoljena, je imela eno veliko prednost, to so bile obsežne puščave, ki so sovražniku onemogočale nemoteno gibanje. Napad je bil tako možen le po slabih poteh iz zahodne obale, Portugalske Angole na severu ter iz Južne Afrike na jugu, na kar so se Nemci pripravili.
V primerjavi z ostalimi nemškimi kolonijami je bila Nemška jugozahodna Afrika nekoliko bolje pripravljena na vojno. Kolonijo so na začetki dvajsetega stoletja pretresali upori lokalnih plemen ter spor s Portugalsko Angolo, zaradi česar so bile oborožene sile izkušene ter dobro opremljene tudi s težko oborožitvijo kot so bili topovi ter mitraljezi.
Da bi si zavezniki pridobili prednost pri napadu na kolonij, so za pomoč prosili Južno Afriko, ki je brez obotavljanja pristala na sodelovanje. Do prvega spopada je prišlo 25. septembra 1914 za obmejno naselje Sandfontein, spopad se je za Britance končal katastrofalno, zato so se morali v popolni paniki umakniti nazaj na teritorij Južne Afrike. Po bitki so Britanci še lep čas niso opomogli. V začetku februarja 1915 so Nemci na Južno Afriko sprožili preventivni napad, ker je pripeljalo do bitke pri Kakamasu ter prehode čez reko Oranjo. Bitka se je končala z nemškim porazom ter umikom na ozemlje nemške Afrike. Medtem so se oborožene sile dovolj okrepile, da so začele pripravljati veliko ofenzivo na Nemško jugozahodno Afriko. Ključnega pomena pri invaziji je bila majhna britanska enklava v nemški koloniji, imenovana zaliv Walfish. V njej so Britanci in Južna Afrika že vse od začetka sovražnosti kopičili čete za napad. Marca so bile te pripravljene za bojne operacije. Najprej so zavzeli obmejno nemško pristaniško mesto Swakopmund, nato pa so napredovali vzdolž doline Swakop in železnice ter 5. maja 1915 zasedli prestolnico nemške kolonije Windhuk. S padcem prestolnice je bila kolonija presekana na pol, zato so Nemci zaveznike prosili za premirje pod lastnimi pogoji. Te so zavrnili in vojna se je nadaljevala. Zavezniki so napredovali vzdolž proge proti severu, Nemci so se medtem umikali brez boja, vse dokler se pri naselju Otavi niso postavili obrambnih položajev v prepričanju, da bodo zavezniki tja prišli utrujeni ter brez vode. Vendar so se zmotili, pred slabo postavljene nemške položaje je prišla več kot 3500 glava zavezniška vojska. Po nekaj urah bitke je bila nemška vojska poražena ter prisiljena k umiku, 9. julija 1915 se je v brezizhodnem položaju predala pri Khorabu. Vojna v koloniji je sprožila tudi burski upor, ki pa je bil kmalu zatrt. Uporni Buri so se po porazu umaknili v nemško kolonijo ker so se borili na strani Nemcev.
Medtem ko je ena zavezniška kolona napadla iz smeri doline Swakop, so Nemško jugozahodno Afriko z juga napadle tri kolone. Ena se je izkrcala v pristaniškem mestu Luderitzbucht, drugi dve pa sta v kolonijo vstopili po kopnem, preko mest Porth Nolloth ter Kimberley, pri čemer je morala zadnja skupina prečkati izredno slabo raziskan ter težko dostopen severni del Južne Afrike. Zavezniki so v osrčje nemške kolonije prodirali ob progi, 20. maja je padel Keetmansshop, šest dni pozneje pa Gibeon. Nemški odpor se je končal nekaj dni zatem, konec julija in v začetku avgusta 1915 so se v koloniji predale še zadnje nemške enote.
Po končani prvi svetovni vojni je ozemlje nemške kolonije prišlo pod mandat lige narodov, z ozemljem pa je vse do leta 1990 upravljala Južna Afrika.

### Nemška zahodna Afrika
Nemška zahodna Afrika je zajemala dve ločeni koloniji Nemški Togo ter Nemški Kamerun. Nemčija je koloniji dobila 1884 na berlinski konferenci po t. i. delitvi Afrike. Koloniji sta spadali pod urad za nemške kolonije. Preživljali sta se v glavnem z izvozom bombaža, kave, kakava ter ostalih tropskih pridelkov. Glavno mesto Toga je bilo Lomé, Kameruna pa Buea. Ob izbruhu vojne sta se koloniji znašli odrezani od matične Nemčije ter obkroženi s sovražnimi kolonijami Francije, Velike Britanije in Belgije.
Nemški Togo (Togoland) je bil s tremi železniškimi progami, dobrimi cestami ter novo radijsko postajo v Kamini (zgradil jo je Anton Codelli), najbolj moderna nemška kolonija. Kljub velikim vlaganjem v kolonijo pa je bilo malo narejeno za njeno obrambo, tako je kolonija vojno dočakala brez vojske ter brez prave obrambne strategije. Edina oborožena enota v koloniji je bila policija oz. kolonialna zaščitna enota (Schutztruppe) z 673 možmi, katerih število so ob izbruhu sovražnosti povečali na 1.000. Enoti je za učinkovito obrambo primanjkovalo orožja ter streliva. Kolonijo so iz vseh strani obkrožale zavezniške kolonije, iz severa in zahoda je bila to Francoska zahodna Afrika iz vzhoda pa Britanska zlata obala. Glavni cilj zaveznikov pri osvajanju nemške kolonije je bilo glavno mesto Lomé, železniške proge ter radijska postaja v Kamini, ki so jo Nemci uporabljali za komunikacijo z Nemčijo ter ostalimi kolonijami po svetu. Petega avgusta so zavezniki presekali podmorski kabel mend Monrovijo ter Tenerifom ter tako Togo izolirali od zunanjih informacij, radijska postaja v Kamini je tako ostala edina povezava s svetom, čeprav uradno še ni delovala. Poveljniku nemške kolonije Hansu-Georgu von Döringu je bilo jasno, da kolonije ne bo moral obraniti, zato je Britance prosil za nevtralnost, ki jo je predvideval sporazum iz Berlina (berlinska konferenca). Ti so ga zavrnili ter od njega zahtevali brezpogojno predajo kolonije. Nemci so predajo zavrnili, zato je pred Lomé priplula britanska križarka, 7. avgusta pa so iz vzhoda ter zahoda v kolonijo vdrle francoske ter britanske kolonialne čete. Naslednji dan so se Nemci brez boja začeli umikati proti severu. Dvanajstega avgusta so Britanci brez boja zasedli Lomé. Dan pozneje so Francozi prečkali severno mejo Toga ter ob kraju Bafilo naleteli na močen nemški odpor, zaradi katerega so se morali umakniti. Medtem so Britanci začeli počasi napredovati proti Kamini ter radijski postaji, na poti so jih večkrat ustavili podrti mostovi. Petnajstega avgusta so Nemci organizirali protinapad. Z dvema vlakoma ter okoli dvestotimi vojaki so se odpravili na jug, da bi napadli napredujočo zavezniško vojsko, vendar so pri kraju Agbeluvhoe padli v zasedo. Sledil je kratek spopad, v katerem je padel poveljnik ter pet nemških vojakov, 16 pa je bilo zajetih. Po bitki je sledil nemški umik nazaj proti severu. S tem spopadom se zavezniško napredovanje proti Kamini ni resno ustavilo. Do zadnje večje bike je prišlo 22. avgusta ob reki Chra ter istoimenski vasi. Vas je bila izredno dobro utrjena, zavezniki so jo napadali cel dan ter pri tem izgubili 73 vojakov. Naslednji dan so našli vas ter utrjene položaje prazne, Nemci so se umaknili proti Kamini. Do takrat je bila Kamina ter radijska postaja obkrožena z vseh strani z zavezniško vojsko. Dva dni kasneje, 24. avgusta, so Nemci preko postaje poslali zadnji telegram ter jo nato razstrelili. Nemci so se uradno predali 26. avgusta 1914. Po vojni so si kolonijo razdelili Francozi in Britanci.
Nemci so ozemlje Kameruna dobili hkrati s Togom. Kolonija je imela dve železnici, relativno dobro razvito cestno ter telegrafsko omrežje. Z razliko od ostalih nemških kolonij (izjema je le Nemška Nova Gvineja) je bil Kamerun izredno slabo raziskan, njegove meje so uradno določili šele leta 1913. Leta 1911 se koloniji dodali še t. i. Novi Kamerun (ozemlje Francoskega Konga), ki so ga Nemci dobili po agadirski krizi ter incidentu s križarko SMS Panter. Ob izbruhu vojne v koloniji ni bilo vojske, temveč le 1.855 pripadnikov t. i. zaščitnih enot, ki so skrbeli za mir v koloniji ter varovali zunanje meje kolonije. Z mobilizacijo so do sredini leta 1915 število teh enot povečali na okoli 6.000, kar pa je bilo v primerjavi z zavezniki veliko premalo za dolgotrajno in učinkovito obrambo. Kolonijo so iz vseh strani obkrožala ozemlja sovražnih zavezniških kolonij, Francoska ekvatorialna Afrika, Britanski Niger ter Belgijski Kongo, izjema je bila le nevtralna Španska Gvineja, ki se je nahajala ob morju ter znotraj nemškega Kameruna.
Ob izbruhu vojne je guverner nemške kolonije poizkušal z zavezniki skleniti premirje, vendar so ga ti zavrnili. Šestega avgusta so iz smeri Francoske ekvatorialne Afrike v Kamerun prve vstopile francoske čete. Tem so konec avgusta iz smeri Nigerije sledile še britanske, ki so v Kamerun prodirale v smeri mest Mara, Garua in Nsanakang. Prvi zavezniški napad na nemško trdnjavo pri mestu Mora na severu Kameruna je spodletel, zato se je začeli dolgo obleganje, ki je trajalo več kot eno leto in se končalo šele z nemško kapitulacijo celotne kolonije. V tem času je iz oblegane More pobegnila večina nemške vojske ter se zatekla v nevtralno Špansko Gvinejo. Nsanakang na jugu Kameruna so Britanci zasedli konec avgusta, šest dni pozneje so ga Nemci ponovno zavzeli nazaj. V spopadu za mesto so bile britanske izgube tako velike, da so se bili prisiljeni umakniti nazaj v Nigerijo. Britanski poraz so izkoristile nemške patrulje ter v naslednjih mesecih večkrat prestopile mejo z Nigerijo, ter tam napadle britanske postojanke. Nemcem je uspelo odbiti tudi zavezniški napad na Garuo, po štirih dneh bojev jim je uspelo Britance potisniti nazaj v Nigerijo. Ob morju Nemci niso imeli take sreče, minska polja ter potopljene ladje v izlivu reke Wouri so Britance in Francoze zadržale le kratek čas. Konec septembra so zavezniki brez boja zasedli pristanišče Duala ter strateško pomembno ustje reke Wouri. Zasedli so tudi naselje Ukoko na južni obali Kameruna ker so v kratki, vendar intenzivni bitki potopili dva oborožena nemška parnika. Majhna nemška garnizija se je po izgubljenem spopadu umaknila v nevtralno Špansko Gvinejo, kar je v naslednjih mesecih postala stalna praksa. Do leta 1915 se je večina nemških sil umaknila v težko dostopno notranjost Kameruna, od koder so izvajali manjše vojaške operacija na zavezniške postojanke v zasedenem delu Kameruna ter v britanski Nigeriji. Konec aprila je tako prišlo do nemškega spodletelega napada na Gurin v Britanski Nigeriji. Ta je britansko vojsko tako opogumil, da so konec maja ponovno napadli nemško utrdbo Garua. Po strahovitem bombardiranju ter uporu v nemških vrstah, se je utrdba predala 10. junija 1915, ob predaji je bilo v utrdbi le še 27 Nemcev ter 212 Askarov. S to zmago je bila zaveznikom odprta pot v notranjost Kameruna ter proti novi prestolnici Jaunde. Devetindvajsetega junija je prišlo do manjše bitke za naselje Ngaundere, po kateri so se bili Nemci po nepričakovanem napadu prisiljeni umakniti, nadaljnje zavezniško napredovanje je ustavilo slabo vreme. V začetku novembra je v krvavem boju padla nemška obmejna utrdba Banjo.
Konec leta 1915 so se na nemški strani že začeli kazati resni znaki, da je vojno za kolonijo Kamerun izgubljena. Zavezniki so nadzorovali vsa večja mesta, križišča, ceste ter železniške povezave. Nemške sile so bile z vseh strani obkrožene s sovražnikom ter brez prave možnosti za zmago ali pobeg. V začetku leta 1916 je poveljnik nemških sil dokončno odločil, da je vojna izgubljena, zato se je začel z zavezniki pogajati o predaji, nemškim oboroženim silam ter civilistom pa je ukazal, naj se medtem umaknejo v nevtralno Špansko Gvajano. Zadnji boji za kolonijo so se zaključili 18. februarja 1915, ko se je po več kot letu obleganja predala utrdba Mora na severu Kameruna.
Po vojni sta koloniji ostali mandatni območji Lige narodov, ki sta ju opravljali Velika Britanija in Francija.

### Nemški Tsingtao
Kolonija (Kiaučou) na Kitajskem, z glavnim mestom in pristaniščem Tsingtao je bila ena izmed bolj pomembnih nemških kolonij, saj je predstavljala pomembno trgovsko postojanko za ogromen kitajski trg ter mornariško bazo, iz katere je lahko nemška bojna mornarica delovala v Aziji ter Tihem oceanu. Tako kot ostale kolonialne velesile so tudi Nemci do kolonije na Kitajskem prišli na nasilen način. Novembra 1897 so izkoristili umor dveh nemških duhovnikov za vojaško posredovanje v okolici takrat še majhne obmorske vasice Tsingtao. Zasedli so bližnje kitajske utrdbe ter nekaj ozemlja ob strateško pomembnem zalivu Kiaučou. Sledil je diplomatski spor ter mirovna pogajanja, na katerih so Nemci od Kitajcev izsilili, da so v najem za 99 let dobili Tsingtao ter bližnjo okolico. Kolonija oz. najeto ozemlje je uradno prešla pod nemško upravo 8. aprila 1898. V naslednjih letih se je majhna obmorska vasica spremenila v sodobno trgovsko postojanko s pristaniščem, skladišči, železnico, bankami, evropskimi hišami, vodovodom, elektriko, pivovarno itd.
Za razliko od ostalih nemških kolonij Tsingtao ni spadal pod urad za kolonije, ampak pod nemško mornarico. Glavni v koloniji je bil guverner, ki je bil imenovan s strani poveljstva mornarice. Guvernerju je bila podrejena civilna ter vojaška oblast. Da je kolonijo vodila vojska, je bilo videti tudi pri njeni obrambi, kolonija je bila namreč najbolj branjeno prekomorsko ozemlje Nemčije. Razlog za to je bila boksarska vstaja zaradi katere so Nemci okoli kolonije zgradili številne utrdbe, jarke, ovire ter topniške položaje. Pomorski dostopi do pristanišča so bili zavarovani z minskimi polji ter obalnimi baterijami. Mesto je branilo 3650 vojakov mornariške pehote, kolonialne pehote ter mornariškega osebja. Za obrambo pristanišča so bili na voljo: en torpedni čoln S90, štiri topnjače na dan izbruha sovražnosti pa še Avstro-Ogrska križarka SMS Kaiserin Elisabeth .
Japonci so v Aziji in Pacifiku že dalj časa kazali svoje imperialistične težnje, zato so neprestano širili svoja ozemlja na Kitajskem ter svoj vpliv. Leta 1902 so sklenili zavezništvo z Veliko Britanijo, ter s tem postali nova imperialna velesila. Kljub rusko-japonski vojni se je zavezništvo ohranilo vse do prve svetovne vojne. Ob izbruhu sovražnosti konec julija 1914, je Velika Britanija Japonsko zaprosila za pomoč, ta pa v želji po širjenju ozemlja ni oklevala. Triindvajsetega avgusta je napovedala vojno Nemčiji, ker pa je bila v pristanišču še Avstro-Ogrska križarka SMS Kaiserin Elisabeth, ki se ni želela umakniti, je Japonska kmalu zatem napovedala še vojno Avstro-Ogrski. Za napad na Tsingtao so zbrali dve bojni ladji, dve križarki, ladjo za prevoz letal, ladje za prevoz pehote ter 23.000 vojakov. Zaradi britanskega nezaupanja Japonski, je Velika Britanija k operaciji prispevala še 3.000 vojakov ter en rušilec in staro bojno ladjo.
Blokada nemške kolonije s kopnega ter morja se je začela 27. avgusta, japonske čete so se izkrcale pri Longkou, kasneje pa še v zalivu Laoshan, ki sta bila na kitajskem ozemlju. Kitajska je sicer protestirala, vendar se v spopade ni vmešavala. Nemška vojska je na blokado reagirala tako, da  se je umaknila na zadnjo obrambno črto, ki jim je zaradi hribovitega terena omogočala lažjo obrambo. Drugega septembra je nemška topnjača potopila japonski rušilec, ki je bil del blokade. Medtem je japonsko izvidniško letalo sporočilo, da v pristanišču kolonije ni nemškega azijskega ladjevja, kar je v japonskih vrstah povzročilo paniko, saj bi to lahko iznenada napadlo blokado. Petega septembra je japonsko letalo neuspešno napadlo Avstro-Ogrsko križarko  SMS Kaiserin Elisabeth, to je bil prvi poizkus napada letala na bojno ladjo v zgodovini. Na kopnem se je Japoncem posrečilo zasesti Tsimo ter Kiautschou, s tem pa tudi glavno železniško povezavo kolonije s Kitajsko. Sedemnajstega oktobra se je nemškemu torpednemu čolnu uspelo izmuzniti mimo blokade ter napasti japonsko križarko Takachiho, križarka se je po zadetku torpeda potopila. Torpednemu čolnu se zaradi blokade ni posrečilo vrniti v pristanišče, nato pa mu je zmanjkalo goriva in ga je posadka potopila v kitajskih vodah.
Do konca oktobra so bili japonski uspehi pri poizkusih zavzetja nemške kolonije minimalni, zato so se odločili, da bodo uporabili podobno taktiko kot pri zavzetju ruskega pristanišča Port Arthur devet let prej. 
Enaintridesetega oktobra so začeli nemške obrambne položaje, mesto ter pristanišče obstreljevati z več kot stotimi topovi s kopnega ter z ladij. Bombardiranje je trajalo sedem dni, ta čas so napadalci izkoristili tako, da so ponoči pod kritjem topov do nemških obrambnih položajev skopali jarke za napad. Nemci so vračali ogenj, dokler jim ni zmanjkalo streliva. Do glavnega japonskega napada je prišlo 6. novembra 1914. Nemška obramba ni zdržala in zjutraj je bil guverner nemške kolonije prisiljen zaprositi za premirje. Na dan napada se je iz oblegane kolonije z letalom uspelo prebiti nemškemu pilotu Guntherju Plüschowu, ki je nato v Berlin posredoval zadnjo pošto iz kolonije. Po več kot polletni avanturi ter aretaciji se je tudi njemu uspelo prebiti v Nemčijo, s čimer je postal edini nemški ujetnik v prvi svetovni vojni, ki je pobegnil iz ujetništva ter se vrnil v Nemčijo.
Nemška kolonija Tsingtao je pod polni nadzor zaveznikov prišla 16. novembra 1914. Zavetniške izgube po bitki so znašale 248 mrtvih ter 1335 ranjenih. Nemci so imeli 109 mrtvih ter 504 ranjenih. Japonska je internirala 4.700 avstrijskih in nemških ujetnikov, ki so konec vojne dočakali v taborišču za vojne ujetnike na Japonskem.

### Nemška Nova Gvineja
Nemška nova Gvineja je obsegala Deželo cesarja Vilijama (severovzhodni del otoka Nova Gvineja), Novo Britanijo, Novo Irsko, Salamonove otoke, Karolinsko otočje, Marijansko otočje, Maršalovo otočje in Nauru. Bila je ena izmed večjih kolonij vendar hkrati najmanj naseljena, avgusta 1914 je v koloniji poleg lokalnega prebivalstva živelo le 1.273 Evropejcev ter še nekaj Japoncev, Kitajcev in Malezijcev. Kolonija se je večinoma preživljala z izvozom kopre, lesa, kavčuka ter ostalih tropskih dobrin. Ob izbruhu prve svetovne vojne je kolonija postala odrezana od matične Nemčije in se je morala znajti sama. Edina oborožena sila na otoku je bila lokalna policija, ki je po mobilizaciji štela 61 nemških častnikov ter 240 policajev iz vrst domačinov. Večina teh se je nahajala v okolici Rabaula (otok Nova Britanija), glavnega mesta kolonije kjer so Nemci pričakovali glavni napad. Da bi se ti kar najbolje zavarovali so vzdolž zaliva Blanche postavili opazovalnice, utrdili in zavarovali so radio-relejno postajo Bita Paka ter vzdolž ceste med Rabualom in Tomo postavili obrambne položaje.
Z vstopom Velike Britanije v vojno je bila v vojno prisiljena vstopiti tudi Avstralija. Ta je za potrebe  bojnih operacij na Pacifiku v začetku avgusta 1914 ustanovila majhna ekspedicijska vojska velikosti do 2.000 vojakov prostovoljcev. Katere glavna naloga je bila zasesti nemške kolonije na Pacifiku ter uničiti radio-relejne postaje, ki jih uporablja nemško azijsko ladjevje.
Enota je prvič videla akcijo 9. septembra 1914 ko je brez odpora zasedla otok Nauru ter radio-relejno postajo, ki jo je predhodno že onesposobila nemška posadka. Dva dni kasneje, 11. septembra, se je avstralska ekspedicijska armada pojavila pred Rabaulom. Avstralski vojaki so se izkrcali pri Rabaulu, Kokopu (Herbertshöhe) in Kabakaulu kjer pa niso naleteli na odpor. Nemci so se medtem umaknili v notranjost otoka proti naselju Tabukar. Po zasedbi obmorskih vasi so se Avstralci odpravili v notranjost otoka proti radijski postaji Bita Paka, ki je bila njihov glavni cilj operacije. Napredovali so po glavni in edini cesti ki je vodila v notranjost otoka kjer se je dalo so se cesti izogibali, da tako nebi padli v nemško zasedo. Kak kilometer pred radijsko postajo so naleteli na nemško zasedo, po kratkem spopadu so se nemške sile razbežale en nemški vojak pa je bil zajet. Njihovo napredovanje v notranjost se je nadaljevalo, dokler ga ni ustavil ostrostrelski ogenj, ki je smrtno ranil vojaka in bolničarja. Po spopadu in novih okrepitvah so Avstralci ponovno napredovali proti radijski postaji. Tik pred radijsko postajo so naleteli na branjen strelski jarek, ki so ga z obhodnim manevrom poizkušali večkrat zajeti, na koncu se jim je to posrečilo šele z bajonetnim napadom. Med spopadom so umrli štirje avstralski vojaki pet pa jih je bilo ranjenih. Zajet je bil en nemški častnik ter 20 domačinov. Na zadnjem kosu poti do radijske postaje so ponovno naleteli na nemški odpor. V spopadu je bilo smrtno ranjenih več Nemcev, Avstralcev ter domačinov. Ko so Avstralci ob 19:00 prišli do radijske postaje je bila ta uničena ter zapuščena, branilci so se umaknili v notranjost otoka proti naselju Toma.
Trinajstega septembra 1914 so Avstralci v Rabaulu slovesno dvignili zastavo in tako označili začetek uradne zasedbe otoka kljub temu, da se Nemci še niso predali. Medtem so Avstralske čete obkolile naselje Toma, ter od preostalih nemških branilcev zahtevale predajo. Te so jo zavrnili zato so Avstralci, začeli groziti da bojo začeli naselje obstreljevati s topovi, svojo moč pa so demonstrirali tako, da so obstreljevali bližnji hrib. Nemški guverner je vedel, da nimajo možnosti za zmaga zato se je začel z Avstralci pogajati o predaji ter tako izposlovati boljše pogoje ter po drugi strani pridobiti čas v upanju, da jim bo na pomoč priskočilo nemško azijsko ladjevje. Do tega ni prišlo saj se je to že umikalo čez Tihi ocean proti Nemčiji. Premirje je bilo podpisano 17. septembra, zadnje nemške čete so se predale štiri dni pozneje  21. septembra 1914. Po dogovoru so nemški priseljeni lahko ostali v koloniji, če so ti prisegli da ostanejo nevtralni, v nasprotnem primeru pa so jih deportirali v Avstralijo. V naslednjih dveh mesecih so se predali še ostali oddaljeni deli kolonije. Predaji je uspelo ubežati le pomožni križarki SMS Cormoran, ki je zatočišče našla na ameriškem otoku Guam. Po vstopu ZDA v vojno, 7. aprila 1917, jo je posadka potopila.
V spopadih so Avstralci izgubili 6 vojakov 5 pa jih je bilo ranjenih. Nemci so imeli 31 mrtvih ter 11 ranjenih. Do konca spopadov se je vdalo 225 nemških vojakov in malezijskih policajev. Izjema je bil le častnik Hermann Detzner, ki se je s svojo mahno skopino domačinov upiral vse do konca vojne.
Preostale dele kolonije: Karolinsko otočje, Mašalovo otočje in Marijansko otočje so brez odpora zasedle japonske sile.

### Nemška Samoa
Ob izbruhu vojne Nemci na otokih, razen lokalne policije, niso imeli nobenih oboroženih sil zato je bila kolonija lahek plen zavezniških vojsk. Avgusta 1914 so zavezniki hitro sestavili majhno ekspedicijo armado sestavljeno iz novozelandskih čet katerih naloga je bila zasesti nemško kolonijo Samoa. Ekspedicijska armada je štela 1.370 vojakov ter šest križark. Armada se je na pot odpravila 15. avgusta, po kratkem postanku na Fidžiju je bila 29. avgusta 1914 že pred Apio, glavnim mestom nemške kolonije Samoa. Zavezniki so otok okupirali brez odpora čeprav se Nemci niso želeli uradno predati. Glavni cilj ekspedicijske armade je bila nemška radio-relejna postaja.
Ko je nemški admiral Maximilian von Spee, poveljnik nemškega azijskega ladjevja, izvedel da so zavezniki zasedli nemško Samo je proti otoku takoj poslal križarki SMS Scharnhost in SMS Gneisenau, križarki sta na otok prispeli 14. septembra 1914. Na podlagi obveščevalnih podatkov, ki so jih imeli Nemci je na otoku po odhodu glavnega zavezniškega ladjevja ostalo 1.600 slabo usposobljenih novozelandskih prostovoljcev v zimskih uniformah. Ponovno zavzetje otoka tako za Nemce nebi predstavljalo nobenega problema. Vendar pa do napada ni prišlo saj je bil ta nesmisel, otok se je nahajal na področju kjer so imeli zavezniki vojaško prednost in bi bilo le vprašanje kdaj bi ga ti ponovno zasedli. Nemški križarki sta se nato odpravili proti Tahitiju kjer sta se združili s preostalo nemško floto.
Zavezniška vojska je na otoku ostala do leta 1920 ko je otok prešel pod nadzor Lige narodov. Po letu 1945 so nadzor nad otokom prevzeli Združeni narodi. Od leta 1920 pa do osamosvojitve leta 1962 je otok spadal pod pristojnost Nove Zelandije.

## Beg nemškega azijskega ladjevja
Izbruh prve svetovne vojne konec julija 1914 je nemško trgovsko ter bojno ladjevje, na svetovnih oceanih, ujel popolnoma nepripravljeno. Največ bojnih ladij je nemška cesarska mornarica imela v oddaljeni nemški koloniji Tsingtao na Kitajskem. Tamkajšnja eskadra je štela štiri križarke (SMS Scharnhorst, SMS Gneisenau, SMS Emden in SMS Nürnberg) poveljeval pa ji je admiral Maximilian von Spee. Namen eskadre je bil zaščita nemških azijskih kolonij ter uveljavljanje nemških interesov v Aziji. Ob izbruhu vojne, nemško ladjevje na oceanih, kjer je vladalo britansko bojno ladjevje ni imelo možnosti za zmago zato se je  poveljstvo nemške mornarice odločilo, da je potrebno ladjevje pripeljati nazaj v Nemčijo dokler je to še mogoče. Admiral von Spee je v ta namen organiziral drzno akcijo, preboj čez Pacifik do rta Horn ter nato v Atlantik od koder bi nato dosegel Nemčijo, med potjo pa bi zaveznikom poizkušal napraviti kar se da veliko škodo.
Nemškemu ladjevju, ki je bilo takrat raztreseno preko celotnega Pacifika, je ukazal, naj se zbere pri otoku Pagan v Marianskem otočju. Zbrale so se štiri križarke, dve pomožni križarki ter še dve oskrbovalni ladji, vse skupaj osem ladij. Tam je von Spee zbranim ladjam razdelil še zadnje ukaze. Od ladjevja sta se ločili križarka Emden ter pomožna križarka Prinz Eitel Friedrich, ki sta dobili nalogo, da samostojno napadata zavezniške ladje v Indijskem oceanu ter Pacifiku. Ostalo ladjevje pa se je preko Pacifika usmerilo proti Čilu. Dvaindvajsetega septembra 1914 je ladjevje napadlo Papeete, glavno mesto Tahitija, ker je potrebovalo premog za nadaljevanje poti. Po obstreljevanju pristanišča ter potopitvi stare francoske topnjače in tovorne ladje so Francozi zažgali skladišče premoga. Nemcem tako ni preostalo drugega kot to, da so nadaljevali plovbo. Štiri dni kasneje se je ladjevje ustavilo na otočju Marquesas, da je dopolnilo zaloge, nato pa se je odpravilo na Velikonočni otok, kjer se je srečalo s križarkama SMS Dresden in SMS Leipzig, ki sta tja prispeli iz Karibov ter zahodne obale ZDA. Ladjevje je na otoku dopolnilo zaloge ter se nato odpravilo proti Čilu.
Medtem so Britanci preko radijskih zvez budno spremljali položaj nemškega ladjevja. Da bi jim prestregli pot so hitro sestavili eskadro štirih križark, ki pa ni bila tako močna kot nemška s čimer je bila bitka za Britance že vnaprej izgubljena. Do bitke je prišlo 1. novembra 1914 pred otokom Coronel ob čilski obali. Bitka se je za Britance končala katastrofalno, izgubili so dve križarki ter 1.570 mornarjev, medtem ko Nemci praktično niso imeli izgub. Katastrofalen poraz je v Veliki Britaniji sprožil pravo paniko, saj je imelo nemško ladjevje s tem prosto pot do Atlantika ter zavezniških oskrbovalnih poti. Britanska admiraliteta je ukrepala hitro in proti Južni Ameriki poslala osem bojnih ladij z namenom, da prestreže nemško ladjevje. Po dopolnitvi zalog v Čilu se je von Spee kljub nasprotovanju kapitanov odločil, da bo napadel Stanley na Falklandskih otokih. Ta odločitev je imela katastrofalne posledice, ki so zapečatile usodo nemškega azijskega ladjevja. Osmega decembra 1914 je nemško ladjevje priplulo pred Stanley, ter tam presenetilo britansko ladjevje, sestavljeno iz osmih križark. Začela se je bitka pri Falklandskih otokih, v kateri so Britanci potopili štiri nemške križarke ter zajeli dve transportni ladji, sami pa pri tem praktično niso imeli nobenih izgub. V bojih je življenje izgubil tudi admiral von Spee. Uničenju sta se izognili le križarka Dresden ter pomožna križarka Sydlitz. Križarka Dresden je svoj konec dočakala tri mesece pozneje, v bitki pri otoku Robinsona Crusoea (Mas a Tierra), s čimer se je tudi zaključilo epsko potovanja admirala von Speeja ter njegovega azijskega ladjevja.

## Dogodki po vojni
Z versajsko mirovno pogodbo, ki je bila podpisana 28. junija 1919 je Nemčija izgubila vse kolonije. Nemške kolonije je prevzela novoustanovljena Liga narodov, z njimi pa so upravljale zmagovalke velike vojne (Velika Britanija, Francija, Belgija, Japonska, Portugalska, Avstralija in Nova Zelandija). Izguba kolonij v tistem obdobju na Nemčijo ni bistveno vplivala saj se je ta spopadala z resno gospodarsko ter politično krizo, ki sta grozili, da bosta državo popolnoma razdejali. V nekaj letih je tako spomin na nemški kolonialni imperij popolnoma zbledel. Nova politična oblast, nacizem,  ki je prišel na oblast v tridesetih letih prejšnjega stoletja ni obujal starih prekomorskih kolonialnih spominov namesto tega se je usmeril v osvajanje ter postopno kolonizacijo vzhodnih ozemelj. Načrt se na srečo celotne Evrope ni nikoli posrečil.
Tako kot v Nemčiji je tudi v kolonijah spomin na nekdanje gospodarje počasi zbledel. V nekaterih kolonijah so bili z zamenjavo oblasti, bolj v drugih manj zadovoljni. V bistvu pa se z zamenjavo oblasti za domačine ni nič spremenilo saj jim je še vedno vladal belec. Nemški priseljenci so se v letih po vojni v glavnem odselili nazaj v Nemčijo, tisti ki so ustali pa so se zlili z ostalimi evropskimi priseljeni. Njihov jezik in kultura se v glavnem nista ohranila. Izjema je le Namibija, ki je ohranila delček nemške kolonialne kulture. Ta se tam kaže v imenih mest ter krajev ter tudi v jeziku saj obstaja manjšina, ki še vedno govori nemški jezik. Zanimiva je tudi zgodba iz nekdanje Nemške vzhodne Afrike. Po smrti generala  Paula von Lettow-Vorbecka, leta 1964, se je parlament Zahodne Nemčija odločil, da denarno nagradi Askare, njegove bivše borce iz prve svetovne vojne. Zbralo se jih je 350, kot dokaz za svoje služenje v nemški oboroženih silah so prinesli stara potrdila ter stare nemške uniforme. Nekateri pa so kot dokaz pokazali kar bojne postopke, ki so si jih naučili v vojski pred več kot petdesetimi leti. Zbrani so nato v čast svojemu generalu zapeli koračnico Heia Safari!.